# Braunschweig Hauptbahnhof
Braunschweig Hauptbahnhof vasútállomás Németországban,  Braunschweig városban. A német vasútállomás-kategóriák közül a második csoportba tartozik.

## Vasútvonalak
Az állomást az alábbi vasútvonalak érintik:
- Hannover–Braunschweig-vasútvonal
- Braunschweig-Helmstedt-vasútvonal
- Braunschweig–Bad Harzburg-vasútvonal
- Braunschweig-Gifhorn-vasútvonal
- Berlin–Lehrte-vasútvonal
- Peine-Salzgitter

## Forgalom

### Távolsági
| Járat  | Útvonal | Gyakoriság  |
| ------ | --- | ----------- |
| ICE 11 | Berlin Ostbahnhof – Berlin Hauptbahnhof – Braunschweig – Göttingen – Fulda – Frankfurt am Main – Mannheim – Stuttgart – Augsburg – München                                                         | Kétóránként |
| ICE 12 | Berlin Ostbahnhof – Berlin Hauptbahnhof – Braunschweig – Göttingen – Fulda – Frankfurt am Main – Mannheim – Karlsruhe – Freiburg – Basel Badischer Bahnhof – Basel SBB (– Zürich – Interlaken Ost) | Kétóránként |
| IC 55  | Dresden – Riesa – Leipzig – Halle – Magdeburg – Braunschweig – Hannover – Bielefeld – Hamm – Dortmund – Wuppertal – Solingen – Köln                                                                | Kétóránként |
| IC 56  | Leipzig – Halle – Magdeburg – Braunschweig – Hannover – Bréma – Oldenburg – Leer – Emden | Kétóránként |

## Kapcsolódó állomások
A vasútállomáshoz az alábbi állomások vannak a legközelebb:
- Wolfenbütteli vasútállomás (Goslar, RB 43 (Niedersachsen), Braunschweig–Bad Harzburg-vasútvonal)
- Salzgitter-Bad (Herzberg (Harz), RB 46 (Niedersachsen), Braunschweig–Bad Harzburg-vasútvonal)
- Salzgitter-Thiede (Salzgitter-Lebenstedt, RB 48 (Niedersachsen), Braunschweig–Bad Harzburg-vasútvonal)
- Lengede-Broistedt (Hildesheim Hauptbahnhof, Peine-Salzgitter, RE 50 (Niedersachsen))
- Braunschweig-Gliesmarode (Bahnhof Uelzen, Braunschweig-Gifhorn-vasútvonal, RB 47 (Niedersachsen))
- Vechelde station (Rheine, Bielefeld Hauptbahnhof, Hannover–Braunschweig-vasútvonal, Ems-Leine-Express, Weser-Leine-Express)
- Weddel (Braunschw) (Burg (b Magdeburg), Wolfsburg Hauptbahnhof, RB 40, RE 50 (Niedersachsen), Berlin–Lehrte-vasútvonal)